# كأس الملك فهد 1995
أقيمت بطولة كأس الملك فهد 1995 في المملكة العربية السعودية خلال الفترة ما بين 6 إلى 13 يناير في عام 1995 وقد حقق لقبها منتخب الدنمارك.

## المنتخبات المشاركة
- السعودية - المستضيف
- الأرجنتين - بطل كوبا أمريكا 1993.
- نيجيريا - بطل كأس الأمم الأفريقية لكرة القدم 1994.
- الدنمارك - بطل يورو 92.
- المكسيك - بطل الكأس الذهبية 1993.
- اليابان - بطل كأس آسيا 1992.

## حكام المباريات
| أفريقيا - ليم كي تشونغ آسيا - علي بو جسيم أوروبا - إيون كراسينيسكو | أمريكا الشمالية والوسطى - رودريغو باديلا أمريكا الجنوبية - سالفادور امبراتور ماركوني |

## تشكيلات المنتخبات
انظر تشكيلات كأس الملك فهد 1995

## مرحلة المجموعات

### المجموعة أ
| المنتخب  | نقاط | لعب | فاز | تعادل | خسر | له | عليه |
| -------- | ---- | --- | --- | ----- | --- | -- | ---- |
| الدنمارك | 4    | 2   | 1   | 1     | 0   | 3  | 1    |
| المكسيك  | 4    | 2   | 1   | 1     | 0   | 3  | 1    |
| السعودية | 0    | 2   | 0   | 0     | 2   | 0  | 4    |

| السعودية | 0–2 | المكسيك                      |
| -------- | --- | ---------------------------- |
|          |     | لويس غارسيا بوستيغو 65', 82' |

| السعودية | 0–2 | الدنمارك                            |
| -------- | --- | ----------------------------------- |
|          |     | براين لاودروب 43' مورتن ويهورست 90' |

| المكسيك                 | 1–1 (2–4 ض.ت.) | الدنمارك         |
| ----------------------- | -------------- | ---------------- |
| لويس غارسيا بوستيغو 25' |                | بيتر راسموسن 48' |

### المجموعة ب
| المنتخب   | نقاط | لعب | فاز | تعادل | خسر | له | عليه |
| --------- | ---- | --- | --- | ----- | --- | -- | ---- |
| الأرجنتين | 4    | 2   | 1   | 1     | 0   | 5  | 1    |
| نيجيريا   | 4    | 2   | 1   | 1     | 0   | 3  | 0    |
| اليابان   | 0    | 2   | 0   | 0     | 2   | 1  | 8    |

| اليابان | 0–3 | نيجيريا                                                  |
| ------- | --- | -------------------------------------------------------- |
|         |     | إيمانويل أمونيك 4' موتيو أديبوجو 55' دانييل أموكاتشي 65' |

| اليابان           | 1–5 | الأرجنتين                                                                                 |
| ----------------- | --- | ----------------------------------------------------------------------------------------- |
| كازيوشي ميورا 57' |     | سباستيان رامبرتو 31' أرييل أورتيغا 45' غابرييل باتيستوتا 47', 86' (ض.ج.) خوسيه تشاموت 54' |

| نيجيريا | 0–0 | الأرجنتين |
| ------- | --- | --------- |
|         |     |           |

## تحديد المركز الثالث
| المكسيك                  | 1–1 (5–4 ض.ت.) | نيجيريا             |
| ------------------------ | -------------- | ------------------- |
| رامون راميريز 20' (ض.ج.) |                | دانييل أموكاتشي 31' |

## النهائي
| الدنمارك                                 | 2–0 | الأرجنتين |
| ---------------------------------------- | --- | --------- |
| مايكل لاودروب 8' (ض.ج.) بيتر راسموسن 75' |     |           |

| بطل كأس الملك فهد 1995    |
| ------------------------- |
| · الدنمارك · للمرة الأولى |

## الهدافين
3 أهداف
- لويس غارسيا بوستيغو

هدفين
- دانييل أموكاتشي
- غابرييل باتيستوتا
- بيتر راسموسن